# John Gomery
Pour les articles homonymes, voir Gomery.
John Howard Gomery (né à Montréal, le 9 août 1932 et mort le 18 mai 2021) est un juge canadien. Il est surtout connu pour sa présidence de la commission canadienne d'enquête sur le scandale des commandites, laquelle est médiatisée au Québec comme la commission Gomery.

## Biographie
John Howard Gomery naît à le 9 août 1932 dans une famille anglophone de l’ouest de Montréal. Son père, Walter Bertram Gomery, est vendeur itinérant de charbon pour une entreprise dont il deviendra le président,.
John Gomery fait ses études de droit à l'Université McGill à Montréal, où il fait partie de la Revue de droit de McGill. C'est à l'Université McGill qu'il apprend le français. En 1973, il épouse en secondes noces Pierrette Rayle, qui deviendra la première femme bâtonnière du Barreau de Montréal, puis juge à la Cour supérieure du Québec en 1995 et finalement, juge à la Cour d'appel du Québec en 2002. Le couple aura quatre enfants, dont deux filles avocates,.
En 1957, il est admis au Barreau du Québec et entre au cabinet Fasken, Martineau & Dumoulin, pratiquant dans le domaine du droit de la famille, du litige commercial et des faillites.  Il devient associé de ce cabinet en 1996.  En 1972, il devient conseiller de la Reine. Il est nommé juge à la Cour supérieure du Québec en 1982 pour le district judiciaire de Montréal. De 1999 à 2005, il est président de la Commission du droit d'auteur du Canada.
En 2004, il est nommé commissaire d'une commission canadienne d'enquête sur le scandale des commandites, qui prendra le nom officieux de commission Gomery.  À la suite d'audiences très médiatisées, la commission produira deux rapports: Qui est responsable (publié en novembre 2005), et Rétablir l'imputabilité (publié en février 2006).  L'ex-premier ministre Jean Chrétien, dont la responsabilité fut mise en cause dans le premier rapport de la commission, déclara le commissaire Gomery partial à son endroit, et intenta une action en justice pour faire expurger du rapport les passages le mentionnant.
En décembre 2005, il est nommé personnalité de l'année par la version canadienne du Time Magazine .
Il prend sa retraite comme juge le 9 août 2007, jour de son 75e anniversaire.
Le 10 août 2009, John Gomery a annoncé qu'il sera le président d’honneur de la campagne de financement du parti politique montréalais Projet Montréal dans le cadre de l’élection municipale de Montréal en 2009.
Il meurt le 18 mai 2021 à l'âge de 88 ans.